# Ontario-Linie
| Streckenlänge: | 15,6 km              |                             |                             |
| Spurweite: | 1435 mm (Normalspur) |                             |                             |
| Stromsystem: | 1500 V =             |                             |                             |
| Zweigleisigkeit: | ja                   |                             |                             |
| |                      |                             |                             |
| \| \| \| Science Centre \| \| \| \| \| Flemingdon Park \| \| \| \| \| Don River \| \| \| \| \| Betriebshof / Abstellanlage \| \| \| \| \| Thorncliffe Park \| \| \| \| \| Don River \| \| \| \| \| \| \| \| \| \| Cosburn \| \| \| \| \| Pape \| \| \| \| \| → GO Lakeshore East Line \| \| \| \| \| Gerrard \| \| \| \| \| Riverside–Leslieville \| \| \| \| \| East Harbour \| \| \| \| \| \| \| \| \| \| Don Valley Parkway \| \| \| \| \| Don River \| \| \| \| \| ↔ GO Richmond Hill Line \| \| \| \| \| \| \| \| \| \| Corktown \| \| \| \| \| Moss Park \| \| \| \| \| Queen \| \| \| \| \| Osgoode \| \| \| \| \| Queen–Spadina \| \| \| \| \| King–Bathurst \| \| \| \| \| ← GO Kitchener Line \| \| \| \| \| \| \| \| \| \| Exhibition \| \| \| \| \| ↓ GO Lakeshore West Line \| \| |                      |                             |                             |
| U-Bahn-Kopfbahnhof Anfang Hochstrecke (Strecke außer Betrieb) |                      | Science Centre              | Science Centre              |
| U-Bahn-Haltepunkt / Haltestelle (Strecke außer Betrieb) |                      | Flemingdon Park             | Flemingdon Park             |
| |                      | Don River                   |                             |
| U-Bahn-Strecke von links und Tunnelende (außer Betrieb) · U-Bahn-Abzweig geradeaus und nach rechts (Strecke außer Betrieb) |                      | Betriebshof / Abstellanlage | Betriebshof / Abstellanlage |
| U-Bahn-Betriebs-/Güterbahnhof Streckenende (Strecke außer Betrieb) · U-Bahn-Haltepunkt / Haltestelle (Strecke außer Betrieb) |                      | Thorncliffe Park            | Thorncliffe Park            |
| |                      | Don River                   |                             |
| U-Bahn-Tunnelanfang |                      |                             |                             |
| U-Bahn-Haltepunkt / Haltestelle (Strecke außer Betrieb) (im Tunnel) |                      | Cosburn                     | Cosburn                     |
| ehemaliger U-Bahn-Turmbahnhof mit Tunnelstrecke (Strecke geradeaus außer Betrieb) (im Tunnel) |                      | Pape                        | Pape                        |
| U-Bahn-Tunnelende (Strecke außer Betrieb) · Strecke von links |                      | → GO Lakeshore East Line    | → GO Lakeshore East Line    |
| U-Bahn-Haltepunkt / Haltestelle (Strecke außer Betrieb) · Strecke |                      | Gerrard                     | Gerrard                     |
| U-Bahn-Haltepunkt / Haltestelle (Strecke außer Betrieb) · Strecke |                      | Riverside–Leslieville       | Riverside–Leslieville       |
| |                      | East Harbour                |                             |
| U-Bahn-Strecke Anfang Hochstrecke (außer Betrieb) · Strecke nach links |                      |                             |                             |
| |                      | Don Valley Parkway          |                             |
| |                      | Don River                   |                             |
| U-Bahn-Kreuzung mit Eisenbahn (Strecke geradeaus außer Betrieb) |                      | ↔ GO Richmond Hill Line     | ↔ GO Richmond Hill Line     |
| U-Bahn-Tunnelanfang |                      |                             |                             |
| U-Bahn-Haltepunkt / Haltestelle (Strecke außer Betrieb) (im Tunnel) |                      | Corktown                    | Corktown                    |
| U-Bahn-Haltepunkt / Haltestelle (Strecke außer Betrieb) (im Tunnel) |                      | Moss Park                   | Moss Park                   |
| ehemaliger U-Bahn-Turmbahnhof mit Tunnelstrecke (Strecke geradeaus außer Betrieb) (im Tunnel) |                      | Queen                       | Queen                       |
| ehemaliger U-Bahn-Turmbahnhof mit Tunnelstrecke (Strecke geradeaus außer Betrieb) (im Tunnel) |                      | Osgoode                     | Osgoode                     |
| U-Bahn-Haltepunkt / Haltestelle (Strecke außer Betrieb) (im Tunnel) |                      | Queen–Spadina               | Queen–Spadina               |
| U-Bahn-Haltepunkt / Haltestelle (Strecke außer Betrieb) (im Tunnel) · Strecke |                      | King–Bathurst               | King–Bathurst               |
| U-Bahn-Kreuzung (im Tunnel) · Abzweig geradeaus und nach rechts |                      | ← GO Kitchener Line         | ← GO Kitchener Line         |
| U-Bahn-Tunnelende (Strecke außer Betrieb) · Strecke |                      |                             |                             |
| |                      | Exhibition                  |                             |
| Strecke |                      | ↓ GO Lakeshore West Line    | ↓ GO Lakeshore West Line    |

Die Ontario-Linie (englisch Ontario Line) ist eine in Bau befindliche U-Bahn-Linie in der kanadischen Stadt Toronto. Die 15,6 km lange Linie mit 15 Stationen soll den Südwesten der Stadt mit dem Nordosten verbinden und das bestehende Netz der Toronto Subway entlasten. Sie wird auf etwa der Hälfte ihrer Länge als Tunnel errichtet, während der Rest auf einem Viadukt oder ebenerdig verlaufen wird. Der Baubeginn war im März 2022, die Eröffnung ist für das Jahr 2030 vorgesehen.

## Beschreibung

### Strecke

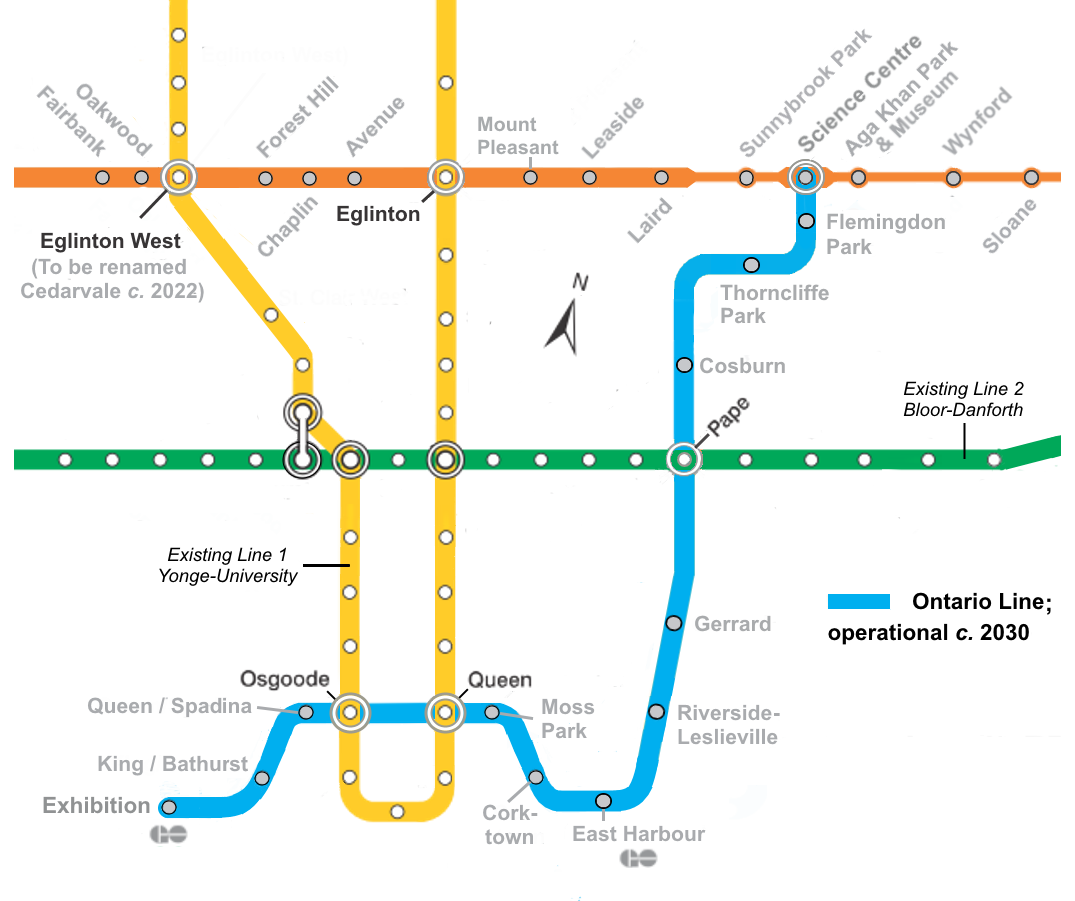
Blau: Zukünftige Ontario-Linie

Nach ihrer Fertigstellung soll die Ontario Line 15,6 km lang sein und 15 Stationen besitzen. Davon wären acht unterirdisch, vier ebenerdig und drei auf einem aufgeständerten Viadukt. Als nordöstliche Endstation ist Science Centre vorgesehen, die als Umsteigeknoten zu der in Bau befindlichen Eglinton-Linie konzipiert ist. Der Bahnsteig der Ontario-Linie soll über dem dortigen Busbahnhof nordöstlich der Kreuzung von Eglinton Avenue und der Don Mills Road entstehen. Auf einer Hochbahn in Richtung Süden wird die Strecke zur Station Flemingdon Park vorbeiführt. Unmittelbar südlich davon wird sie nach Westen abbiegen und den Don River überqueren. Auf der anderen Talseite wird die Strecke den zukünftigen Betriebshof mit der Abstellanlage passieren. Nach der Station Thorncliffe Park wird sie sich erneut nach Süden wenden und das tief eingeschnittene Tal des Don River erneut überqueren. Südlich der Talquerung wird sich unter dem Minton Place das Portal des ersten Tunnelabschnitts befinden.
Der Tunnel wird südwärts unter der Pape Avenue führen, mit den Tunnelstationen Cosburn und Pape, wobei letztere das Umsteigen zur Bloor-Danforth-Linie ermöglichen wird. Unmittelbar nördlich der Station Gerrard wird die Strecke wieder an die Oberfläche treten und parallel zur bestehenden Trasse der Lakeshore-East-Linie von GO Transit verlaufen. Die Strecke wird ein drittes Mal den Don River überqueren und den neu zu errichtenden Bahnhof East Harbour erreichen. Dort wird es möglich sein, zu den Zügen von GO Transit umzusteigen. Östlich der Cherry Street wird die Ontario Linie den Innenstadttunnel erreichen. Dieser wird zunächst in nördlicher Richtung unter der Ostseite der Berkeley Street durch die Station Corktown an der King Street verlaufen. Anschließend folgt eine weite Kurve, um unter die Queen Street einzuschwenken. Unter dieser Straße werden sich die Stationen Moss Park, Queen (an der Kreuzung mit der Yonge Street), Osgoode und Queen-Spadina befinden. Der Tunnel wird dann in südwestlicher Richtung abbiegen und über King-Bathurst das westliche Portal an der Strachan Avenue erreichen. Sie wird schließlich der Trasse der Lakeshore-West-Linie von GO Transit folgen und im Bahnhof am Exhibition Place enden.

### Technik
Die Ontario-Linie wird nicht mit den übrigen Linien der Toronto Subway kompatibel sein. Auf den älteren Linien sind die von Triebfahrzeugführern bedienten Züge 138 m lang und verwenden die ungewöhnliche Spurweite von 1495 mm. Hingegen wird die Ontario-Linie die Standardspurweite von 1435 mm aufweisen. Es sollen automatisch verkehrende Züge von 100 m Länge eingesetzt werden. Die Zugfolge soll flexibel angepasst werden können und bei maximalem Andrang lediglich 90 Sekunden betragen. Die Wartungs- und Abstellanlage für die Ontario-Linie wird ein 17,5 Hektar großes Gelände nördlich des Overlea Boulevard zwischen dem Beth Nealson Drive und dem Nord-Toronto-Korridor von CP Rail einnehmen, in der Nähe der künftigen Station Thorncliffe Park. Die Anlage soll 200 Züge aufnehmen und hätte eine maximale Kapazität von 250 Zügen.

## Projektentwicklung

### Nicht verwirklichte Projekte

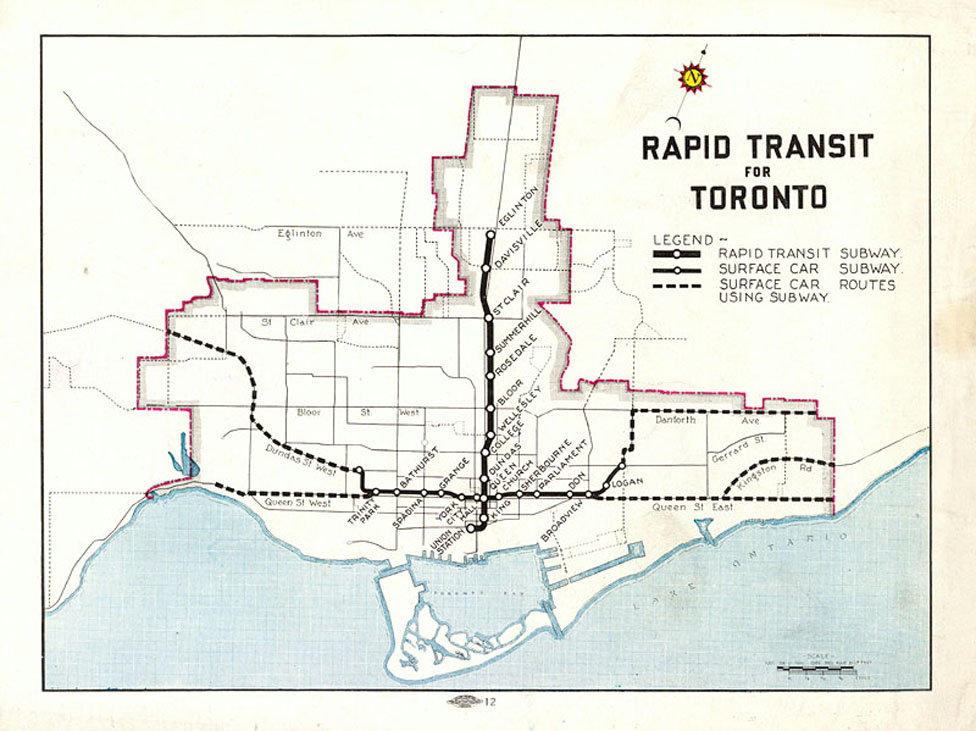
Projekt für U-Bahn und U-Straßenbahn (1944)

1910 gab es erstmals einen konkreten Vorschlag für eine Tunnelstrecke unter der Queen Street in der Innenstadt Torontos, jedoch in Form einer U-Straßenbahn, die zur Entlastung straßenbündiger Trassen der Straßenbahn Toronto beitragen sollte. 1944 stellte die Toronto Transit Commission ein konkretes Projekt für einen Straßenbahntunnel in West-Ost-Richtung unter der Queen Street durch. Sie sollte die ebenfalls geplante, von Süden nach Norden verlaufende U-Bahn unter der Yonge Street ergänzen. Die Einwohner Torontos sprachen sich im Januar 1946 in einem Referendum mit 89 % Ja-Stimmen für das Projekt aus. Während die U-Bahn verwirklicht werden konnte, musste der Straßenbahntunnel aufgrund ausbleibender Finanzierung seitens der Bundesregierung immer wieder zurückgestellt werden. Gebaut wurde lediglich als Rohbau eine zweite Ebene in der U-Bahn-Station Queen.
In den 1980er Jahren führten die TTC, Metropolitan Toronto und die Regierung der Provinz Ontario mehrere Analysen des prognostizierten städtischen Wachstums und alternativer Verkehrsszenarien für das Gebiet zwischen Downtown und Bloor Street durch. Die 1982 veröffentlichte Studie Accelerated Rapid Transit Study untersuchte mehrere Optionen für eine Radiallinie, welche die Bahnhöfe Dundas West und Donlands mit einer U-förmigen Linie durch die Innenstadt verbinden sollte. Diese Planung wurde bis 1985 fortgesetzt, wobei die Linienführung in der Innenstadt entlang der King Street, der Queen Street, der Front Street und der Bahnlinien zur und von der Union Station verlief.
1985 veröffentlichte die TTC 1985 den Plan Network 2011, wobei sie die Relief Line („Entlastungsstrecke“) als eine von drei neu zu bauenden Strecken vorschlug. Sie sollte zwischen der U-Bahn-Station Pape an der Bloor-Danforth-Linie nach Süden zur Eastern Avenue und von dort nach Westen zur Union Station, zum Rogers Centre (damals SkyDome genannt) und zur Spadina Avenue führen. Ab dort bestanden drei mögliche Trassenvarianten nach Westen: entlang der bestehenden Bahntrasse von GO Transit zum Bahnhof Dundas West, entlang der Roncesvalles Avenue zur U-Bahn-Station Dundas West oder als Hochbahn am östlichen Rand des High Park entlang zur U-Bahn-Station Keele. Aufgrund der hohen Kosten verzichtete die Provinzregierung darauf, die Planungen zu konkretisieren.
2008 veröffentlichte Metrolinx The Big Move, den regionalen Verkehrsplan für den Großraum Toronto und Hamilton. Erneut war eine Relief Line von Pape nach Dundas West vorgesehen, die innerhalb der nächsten 25 Jahre verwirklicht werden sollte. 2012 schloss die TTC eine Studie ab, die mögliche Streckenvarianten genauer untersuchte. In einer weiteren Studie von 2015 wurden vier potenzielle Korridore ermittelt. Am 31. März 2016 genehmigte der Toronto City Council den Korridor zwischen Pape und der City Hall über die Pape Avenue und die Queen Street. Im Oktober 2018 waren die Detailplanungen für die Relief Line zwischen den Stationen Pape und Osgoode abgeschlossen und drei Monate später gingen die Verantwortlichen davon aus, dass die Strecke im Jahr 2029 eröffnet werden könnte. Sie würde 7,4 km lang sein und die Baukosten würden rund acht Milliarden kanadische Dollar betragen. Täglich sollten bis zu 206.000 Fahrgäste befördert werden können.

### Neuplanung
Doch dazu kam es nicht. Nachdem der U-Bahn-Bau von der Stadt in die Zuständigkeit der Provinzverwaltung übertragen worden war, kündigte Premierminister Doug Ford im April 2019 überraschend die Ontario-Linie an. Vom Streckenverlauf her ähnelte sie zwar der Relief Line, würde sonst aber bedeutende Unterschiede aufweisen. Mit 15,6 km Länge würde sie mehr als doppelt so lange sein, bei vergleichsweise geringen Mehrkosten (Schätzungen gingen von 10,4 bis 12 Milliarden Dollar aus). Dies war insbesondere darauf zurückzuführen, dass drei Streckenabschnitte oberirdisch statt im Tunnel verlaufen würden. Ebenso gab man die technische Kompatibilität mit dem übrigen U-Bahn-Netz auf, wovon man sich weitere Kostensenkungen versprach. Trotz der geringeren Kapazität der einzelnen Züge rechnete man mit 389.000 Fahrgästen täglich, nicht zuletzt wegen der deutlich geringeren Zugfolgezeit. Metrolinx hatte bereits 2018 mit der Planung der Ontario Line begonnen, diese aber bis zur Ankündigung im April 2019 geheim gehalten, sodass bereits zu Beginn ein bereits umsetzbares Projekt vorlag.
Im Oktober 2019 erzielten Bürgermeister John Tory und Premierminister Doug Ford eine vorläufige Einigung, wonach die Stadt den Bau der Ontario-Linie unterstützen und im Gegenzug das U-Bahn-Netz der TTC nicht von der Provinzregierung übernommen werden würde. Im selben Monat genehmigte der Toronto City Council diese Vereinbarung mit 22 zu 3 Stimmen.
Die Arbeiten an der Ontario-Linie werden im Rahmen von drei separaten öffentlich-privaten Beschaffungsverträgen vergeben: Ein Vertrag regelt Fahrzeuge, Systeme, Betrieb und Wartung für die gesamte Strecke. Zwei weitere Verträge betreffen Bauarbeiten, Bahnhöfe und Tunnel – einer für den südlichen und einer für den nördlichen Abschnitt der Strecke. Die Zeitpläne für jeden Vertrag sind so aufeinander abgestimmt, dass die gesamte Ontario-Linie zu einem einzigen Termin in Betrieb genommen werden kann. Die Bauarbeiten begannen offiziell am 27. März 2022 am Exhibition Place mit einem Spatenstich in Anwesenheit von Doug Ford, John Tory sowie anderen Politikern und Beamten.